# Семенец, Алекс
Алекс (Александр) Семенец (англ. Alex (Alexander) Semenets; укр. Алекс (Олександр) Семенець, родился 10 марта 1990 года в Киеве) — украинский канадский футболист.

## Карьера

### Клубная
Алекс переехал с Украины в Канаду со своей семьёй в 1998 году, поселившись в Миссиссога, Онтарио. Он посещал католическую школу Ионы и играл за команду «Оквилл Блю Старз», прежде чем стать игроком «Ванкувер Уайткэпс» в 2007 году. Выступал с командой «Ванкувер Уайткэпс Резиденси» в чемпионате Premier Development League в 2008—2009 годах, выведя её в плей-офф в дебютном сезоне, а в 2009 году был вызван в основной состав «Ванкувер Уайткэпс». 25 июля 2010 года дебютировал в матче против «Миннесота Старз», выйдя на замену на 80-й минуте.
5 марта 2011 года Семенец подписал контракт с «Эдмонтоном» из 2-го дивизиона, Североамериканской лиги футбола, продлив с ним контракт 12 октября 2011 года ещё на сезон.

### В сборных
В 2009 году на Играх франкофонии Семенец дебютировал за сборную Канады до 20 лет в матче против Руанды и забил два первых гола в матче. К концу турнира он разделил титул лучшего бомбардира с несколькими игроками, забив итого три гола.